# شینوبو آساگو
 شینوبو آساگو (ژاپنی: 浅越しのぶ؛ زاده ۲۸ ژوئن ۱۹۷۶) یک تنیس‌باز اهل ژاپن است.